# هاروگیت، استرالیای جنوبی
هاروگیت (به انگلیسی: Harrogate) یک منطقهٔ مسکونی در استرالیا است که در استرالیای جنوبی واقع شده‌است.